# Bateau de pierre de Saint Conogan

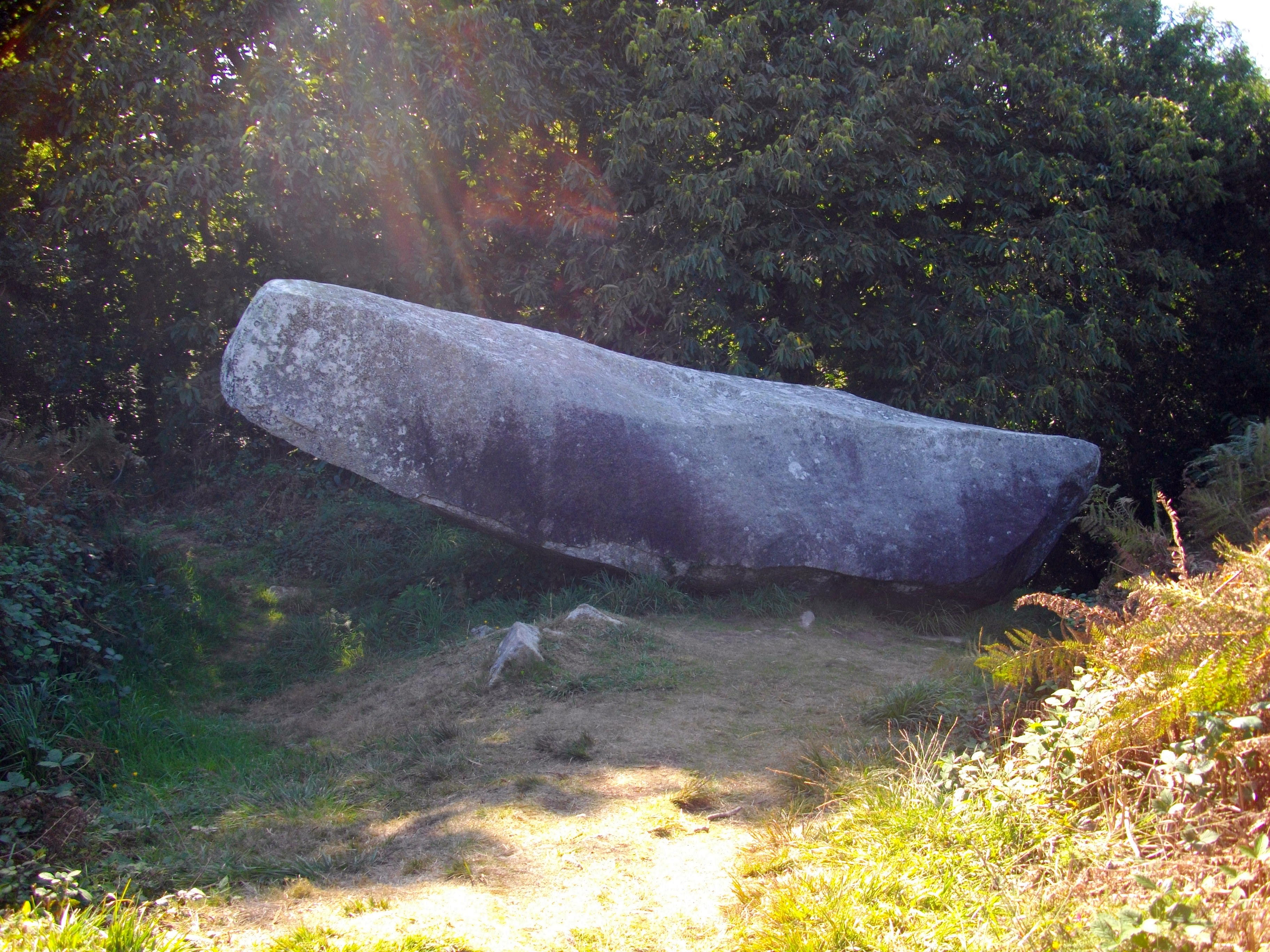
Bateau de pierre de Saint Conogan

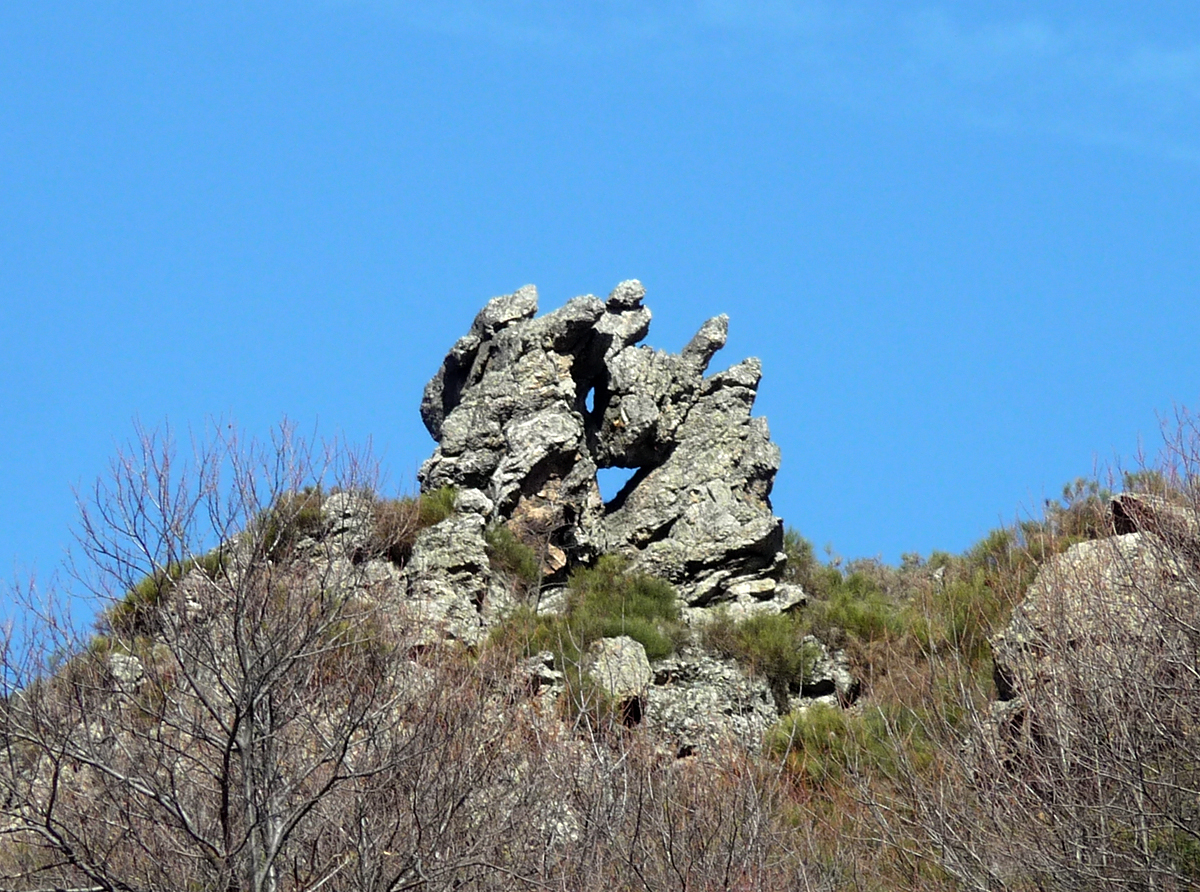
Garreg-Toull

Der Bateau de pierre de Saint Conogan (bretonisch Bag Sant Konogan) genannte Stein ist ein nahezu perfekt einbaumförmiger Granitblock in Beuzec-Cap-Sizun im Département Finistère in der Bretagne in Frankreich. Der etwa 500 m von der Küste liegende Stein ist seit 2020 Bestandteil des kulturellen Erbes Frankreichs. Die Legenden, die sich um den Stein ranken, sind Teil der Registrierung als immaterielles Kulturerbe in Frankreich.
Der etwa 20 Tonnen wiegende Stein ist etwa 8,0 m lang, 2,2 m hoch und 3,0 m breit.
Ab dem 5. Jahrhundert kamen keltische Missionare von Irland und aus Wales, um die Bretagne zu christianisieren. Schätzungsweise 800 von ihnen sind namentlich bekannt. Die Legende sieht in dem schräg auf dem Boden liegenden Stein das vom heiligen Conoganus von Quimper bei der Kanalüberquerung verwendete Boot. Conoganus, auch als Guénégan oder Guenoc bekannt, war ein walisischer Mönch. Er kam in der zweiten Hälfte des 5. Jahrhunderts in die Bretagne und wurde zum Bischof von Quimper gewählt. In Beuzec-Cap-Sizun findet sich seine Spur im Namen des Ortsteiles Lescogan. Der Brunnen und die Kapelle des Ortes sind dem Mönch gewidmet.
Der Stein wird mit einem anderen, Garreg-Toull (bret. Felslöcher, auch Rocher Troué) genannten, verbunden. Er befindet sich am Strand von Pors-Péron. Dies ist der Legende nach der Fels, an dem das Boot von Conoganus bei seiner Ankunft an der Spitze der Klippe festgemacht wurde.
Eine etwa 3,5 m hohe und über 22 Tonnen schwere Skulptur von Conoganus in seinem Boot wurde im Jahr 2012 von dem bretonischen Bildhauer Olivier Leveque geschaffen. Die Skulptur ist zweiteilig, das Boot ist aus grauem Maël-Pestivien-Granit, die Statue des heiligen aus Bignan-Jaure-Aurora-Granit.